# Harasztosi László
Harasztosi László (Berettyóújfalu, 1963. június 28.) Lazlo Hypnotist néven is ismert parafenomén, bioenergetikus, természetgyógyász.

## Élete
Specialitása a biomágnesesség,  a fémtárgyak emberi testre tapasztása; 1998-as Guinness-rekordja során két, összesen 57,64 kg súlyú tárcsát helyezett fel Fekete László erősportoló mellkasára.
Show-beli fellépései mellett természetgyógyászattal foglalkozik. Vezetésével alakult meg a Kozmosz Univerzális Szeretet Egyház.
Magyarországon többek között az RTL Klub Esti Showder c. műsorában lépett fel.
Harasztosi többször kezelte Alagon a magyar "csodaló" Overdose patairha gyulladását is. Ingyenes kezelései alatt alkalmanként másfél óráig áramoltatta a "biomágneses energiát".

## Egyházalapítása
A Kozmosz Univerzális Szeretet Egyház néven Harasztosi László parafenomén vezetésével működtették. 2007-2013 között jogilag bejegyzett egyház volt. 
A vallás szerint egy energiát a rezgésszáma, információtartalma és potenciálja tud leírni. Az egyház vezetői birtokában vannak azoknak az ismereteknek, amelyekkel ezek a jellemzők azonosíthatók és/vagy megváltoztathatók. Gyógyító érmék is nagy szerepet kapnak, melyeket állítólag különleges energiaadagokkal töltöttek fel. 
A Kozmosz Univerzális Szeretet Egyház nem végez térítő tevékenységet. Híveinek, tagjainak segít abban, hogy életük szándékuk szerinti irányban haladjon.
Az egyháznak minden magyarnak született ember a születés jogán tagja.

## Külső hivatkozások
- Harasztosi László honlapja
- Fekete László honlapja
- Harasztosi László a Fókuszban[halott link] (2005)
- VÁLASZ.HU / Szőnyi Szilárd: Isten állatkertje: Az ötven legkétesebb magyarországi egyház Archiválva 2021. április 26-i dátummal a Wayback Machine-ben